# Prasinocyma rubrimacula
Prasinocyma rubrimacula là một loài bướm đêm trong họ Geometridae.